# Takamaka des Hauts
Calophyllum tacamahaca
Espèce
Classification APG III (2009)
Le takamaka des Hauts (Calophyllum tacamahaca) est une espèce de plantes à fleurs de la famille des Calophyllaceae. C'est un arbre endémique des Mascareignes (Maurice et Réunion) qui croît à l'intérieur des terres.
Il est couramment appelé takamaka tout comme l'espèce voisine (Calophyllum inophyllum) présente en bord de mer. Pour les différencier, on précise alors takamaka des Hauts pour le premier et takamaka bord de mer pour le second.

## Informations complémentaires
- Endémisme dans les Mascareignes